# Усть-Медведицький округ
Усть-Медведицький округ — адміністративна одиниця області Війська Донського Російської імперії; окружне управління було у станиці Усть-Медведицька (тепер місто Серафімович).
Обіймав центр північного відрізка області, маючи напрямок з південного заходу на північний схід; річкою Дон поділявся на 2 частини: південну, меншу, що лежить праворуч, й північну, велику — по ліву сторону річки.

## Історія
До початку XX сторіччя область Війська Донського складалася з 9 округів: 1-го Донського, 2-го Донського, Донецького, Усть-Медведицькій, Хоперского, Черкаського, Ростовського, Сальського та Таганрізького.
У 1886 році західна частина Усть-Медведицького округу приєднана до Донецького округу.
У 1918 році з частин Усть-Медведицького, Донецького й Хоперського округів було утворено Верхньо-Донський.
Козаки округу служили в наступних частинах: 
- Легка кавалерія — 3-й Донський Єрмака Тимофєєва, 20-й, 37-й, 15-й Донський генерала Краснова 1-го, 32-й, 49-й, 17-й Донський генерала Бакланова, 34-й, 51-й,
- Кінна артилерія — 5-а, 12-а, 19-а Донські козачі батареї,
- окремі сотні — 5-а, 19-а, 20-а, 21-а, 22-а, 23-а, 24-я

На початку XX сторіччя в станиці Усть-Медведицька у немовлятності жила в прийомній сім'ї (незаконнонароджена?) дочка великого князя Михайла, племінниця імператора Миколи II Клавдія Михайлівна Аверіна.
Зі скасуванням області Війська Донського 20 березня 1920 року Усть-Медведицький округ увійшов до складу Донської область. Постановою ВЦВК від 4 квітня 1921 року Усть-Медведицький округ включено до Царицинської губернії. 
24 травня 1928 року після утворення Нижньо-Волзької області Усть-Медведицький округ було ліквідовано.

## Географія
Протяг в довжину по прямій, що виходить зі самої крайньої точки, досягало 300 верст, ширина 70-100 верст. Площа округу — 18 084 кв. верст, або 1 882 544 десятин. Характер місцевості досить різноманітний: пагорби, глибокі западини з багатою рослинністю змінюються рівним степом, піщаними наносами, але загалом переважає хвилястий рельєф місцевості, особливо різко виражений у південній частині округу й поступово вирівнювальний в північній, за мірою наближення до межі Саратовської губернії. Ґрунт майже на всьому просторі придатний для хліборобства, відсоток зручної землі становить близько 30%; переважає чорнозем, суглинок, місцями зустрічаються пісковики й солончаки.
Округ був порівняно небідний на воду, особливо у північній частині: крім Дону, що перетинає округ протягом 150 верст, були значні притоки — в північній частині річок Хопер й Медведиця, а в південній — річка Чир, з цих приток найбільше значення мала річка Медведиця, що протікала по всьому округу у північній його частині, починаючи від кордону Саратовської губернії й аж до впадіння в річку Дон, приймаючи в себе з лівої сторони великий приплив — річку Арчеду, що також не виходила з меж округу. Річки Хопер й Чир входили у водну систему округу незначними відрізками. Як Дон, так й Медведиця були багаті рибою. Станиці, розташовані на цьому відрізку Дону, славилися своїми осетровими та чечужними промислами; річка Медведиця була постачальницею лящів, судаків й дрібної риби. Згодом улов сильно впав, але все ж берега Дону були усіяні рибальськими куренями, й риба становила важливий продукт їжі й предмет торгівлі. Озер було понад 200, головним чином заливних, що також рясніли рибою й, здавані з торгів в оренду, становили велику статтю станичних доходів.
Лісова рослинність була досить незначною — від станичних лісів залишилися невеликі переліски, за рідкісними винятками, як, наприклад, поблизу хутора Ольховського, де козаки зуміли зберегти свої лісові ділянки; тільки державні дачі та приватновласницькі й монастирські рятували округ від повного збезлісення. Площа, зайнята лісом, визначалася в 100 тисяч десятин. Переважаючі лісові породи: дуб, вільха, в'яз. Станиці округу були багаті садками та левадами, в останніх виключно росли верби. У западинах й по великих оврагах зустрічалися невеликі переліски: на схилах пагорбів виростали чагарникові породи — глід, барбарис, по мокрим низинам — хмиз й лозняк. Округ був багатий заплавними луками, давали після гарного розливу такий великий урожай трави, що значна її частина залишалася неприбраною й гинула під ногами худоби. Переважаючими травами були тут осокові. Багато було й степових суходільних покосів, головним чином по долинах, оврагам, по старих покинутим ланам; лісових косинців було зовсім мало.

## Населення
Мешканців (1897 рік) 247 820 (122 452 чоловіки й 125 368 жінок); на 1 кв. версту припадало 13,8 осіб. У тому числі росіяни — 214 713, українці — 26 228, німці — 4 831. Слабкішими були населені в області тільки Другий Донський округ (10,3) й Сальський округ (4,5). Козаки становили 75 % всього населення. Величезна більшість православні; розкольників близько 24 тисяч. 849 населених пунктів, зарахованих до 18 станичних юртів й 8 волостей.

## Адміністративний поділ
В 1918 році до складу округу входили:
| № п/п | Юрт                   | Станиця              | Хутори |
| ----- | --------------------- | -------------------- | --- |
| 1     | Арчадинський          | Арчадинська          | Абрамов, Андрюнін, Безименка, Гуров, Дворков, Єругін, Ільмень, Калин, Кундрючеський, Княжин, Мироничів, Нижнявський, Никуличев, Пинкин, Посольський, Раків, Сухов-1, Сухов-2, Сухораков, Фетисов, Черемухов, Чичикін |
| 2     | Березовський          | Березовська          | Бобров, Булгурин, Заплавський, Крепін, Глечиків, Ловягін, Петрушин, Теслярів, Попов, Рогачов, Рубіжний |
| 3     | Глазуновський         | Глазуновська         | Гаврилов, Зимняцький, Караїчев, Кіреєв, Мокрий, Мостовська, Суходіл, Чеплиженський, Чиганакі |
| 4     | Єтеревський           | Єтеревська           | Велико-Орішкин, Великий, Буянов, Глушицький, Ільмень, Мало-Орішкин, Медведєв, Мисютин, Мохов, Попов, Субботин, Тишанський, Фатеєв |
| 5     | Кепінський            | Кепінська            | Баришніков, Боєрацький, Ветютнів, Головський, Грачов, Демочкин, Ігнатов, Княже, Колобродов, Королев, Курин, Марочкін, Назаров, Горіхов, Пономарев, Попов, Прудкий, Сальський, Семенов, Стойлов, Вусов, Чахоткин |
| 6     | Кремінський           | Кременська           | Амелін, Велико-Уланський, Верховський, Ветютнев, Виєздин, Головський, Духів, Дубовський, Дубрівка, Зимовський, Калинів, Кривський, Лебединий, Літовський, Любимов, Мало-Уланський, Маноцький, Орлов, Відріг, Підгірський, Подів, Саушкин, Скоровський, Тернівський, Фролов, Чорнополянський, Шляхов, Шурупов                                                           |
| 7     | Клецькій              | Клецька              | Атаманський, Борисов, Верхньо-Саломаков, Власов, Вралев, Євстратов, Захаров, Запертов, Іванушкін, Калмиків, Караженський, Клецько-Поштовський, Ластушинський, Майорський, Манойлін, Міловський, Нижньо-Затон, Нижньо-Саломаков, Орлов, Платонов, Піднижній, Підпешенський, Пузин, Рожков, Рубіж, Рибкін, Сармін, Селіванов, Старо-Клецькій, Цимлов                     |
| 8     | Малодільський         | Малодільська         | Арчадин, Отаманський, Високовський, Горін, Дундук, Кіреєв, Ключевський, Кудряшов, Куркін, Міщенков, Мурах, Ново-Ольховський, Прудкий, Ружейников, Щербаков |
| 9     | Ново-Александровський | Ново-Александровська | Вершинін, Ендова, Козлов, Красний, Пичугін, Подольховський, Сєдов, Точилкін, Чиганакі, Шашкін |
| 10    | Островський           | Островська           | Верхньо-Коробков, Гречушин, Гуров, Дорожинський, Каменський, Клімов, Кіреєв, Краснянський, Нижньо-Коробков, Попков, Попов, Пшенічкин, Разуваєв, Рогачов, Романов, Тарасов, Пугач |
| 11    | Перекопський          | Перекопська          | Дружинін, Єрмаков, Казин, Коловертів, Країнський, Лапушин, Логовський, Майорський, Міловський, Горіхів, Осинов, Перекопський, Платов, Подстепинський, Свєчніков, Середін, Ярковський |
| 12    | Розпопінський         | Распопінська         | Базки, Бобрів, Велико-Донщинка, Велико-Осинов, Біловсько-Немухін, Біловсько-Соїн, Верхньо-Черенський, В'язовський, Глубоков, Головський, Зотов, Ізбушин, Калачов, Красноярський, Липів, Мало-Донщинка, Мало-Осинов, Медвежий, Моксарев, Ново-Царицин, Перелазів, Петров, Подпешин, Сичов, Угольський                                                                   |
| 13    | Роздорський           | Роздорська           | Башкирська, Глинов, Зеленівська, Ілясов, Кашулин, Кудинов, Перелазів, Попов, Сеннов |
| 14    | Сергієвський          | Сергієвська          | Великий Личак, Заполянський, Малий Личак, Орлов, Відріг, Попов, Солонов, Секачов, Цепаєв |
| 15    | Скуришенський         | Скуришенська         | Блинов, Грязнинський, Катасонов, Медведєв, Мінаєв, Могилевський, Орлинський, Рогожин, Перепольський, Себряков, Сенічкін, Степанов, Теркін, Тишанський, Трясовин, Чумаків, Цикунов |
| 16    | Усть-Медведицький     | Усть-Медведицька     | Біляєв, Буерак-Сенюткин, Березів, Буерак-Попов, Будильський, Варламов, Верхньо-Фомихін, В'яжной, Демін, Денищенський, Жирков, Затон, Караїчев, Коротков, Клецько-Поштова, Коників, Кужний, Малахов, Нижньо-Фоміних, Нижньо-Царицин, Відріг, Піщаний, Пічугін, Прилипов, Пронін, Середньо-Царицин, Старо-Пронін, Старо-Сенюткин, Хохлачів, Хаванський, Шемякін, Ярський |
| 17    | Усть-Хоперський       | Усть-Хоперська       | Астахов, Бахмуткин, Белавін, Бобрів, Великий, Верхньо-Калмиків, Горбатов, Дев'яткін, Елань, Затон, Зимовний, Ізбушенський, Каледін, Карасев, Клинців, Котів, Крутовський, Нижньо-Калмиків, Пронін, Рубашкін, Рибний, Середньо-Крутов, Тюковний, Ушаков, Усть-Клиновський, Чеботарев, Ягідний, Єланський.                                                               |

## Господарство
З 1 883 664 десятин належало: козацьким станицях — 1 518 860, селянам в наділі — 27 646, приватним власникам — 60 743, церквам та іншим установам — 5252; крім того, відведено в користування чиновникам — 121 254 дес. Військової землі: відведено — 28 620, під лісом — 23 367, вільної — 97 922 дес. З вільних військових земель здавалися в оренду понад 40 тис. дес.; середня орендна плата за десятину становила 1 руб. 67 коп. на рік (1897). Зручною землею вважалося 1 466 041, лісу — 100 016 дес.; інші 317 607 дес. — средньозручні й незручні простори.
Усть-Медведицький округ був чисто землеробський: хліборобство й скотарство складали найголовніше заняття населення. Під посівами було 322 тис. дес. Висівалося щорічно до 180 000 чвертей хліба, знімалося в рік середнього врожаю 1 700 000 чвертей; середня урожайність коливалася близько 5—6 четвертей; значним був вивіз хліба. Панувала залежна система. Головні хліба — пшениця, овес і просо, рідше ячмінь, жито, горох, сочевиця. Значною була культура льону. Розвинене баштанництво (13 860 дес.): немає жодного будинку, який не мав би свого баштану; сіяли переважно кавуни, гарбузи й дині; у південній частині, ближче до кордону Саратовської губернії, поблизу Грязе-Царицинської залізниці, баштанництво приймало форму промислу, але займалися їм не стільки козацьке населення, скільки зайшлий елемент, орендуючи козацькі юрти. Городництво було у великому ході, але тільки для власного споживання, так як збуту зовсім не було. У південному відрізку округу зустрічалися виноградники, але невеликих розмірів (101 сад, 33 десятини): обробляється майже виключно столовий сорт винограду.
Скотарство, як робітниче, так й промислове, становило досить значну галузь господарства в північно-східній частині, що примикає до Хоперського округу, а почасти й у південній; розвивалося дрібне прасольство, процвітали скотарські ярмарки, на яких формувалися значні партії худоби для великих міст, переважно для Москви й Петербурга. У 1898 році нараховувалося коней у козаків 50 414 (в тому числі робочих — 35 312, табунних — 6727, стройових — 8375), у селян та інших осіб — 6852; волів робітничих — 99 139, корів — 64 055, молодої рогатої худоби — 101 742 голів, вівців 231 113 (тонкорунних — 2244), кіз — 19 621, свиней — 50 534, верблюдів — 346.
Хлібних магазинів було 161, у них в наявності було хліба 42 261 чверть, у позичках й недоїмках - 47 665 чвертей. Продовольчих капіталів не було. Фабрик й заводів було 712, з 1036 робітниками й виробництвом на 784 тис. руб.; найзначніше виробництво — борошномельне. Торгівля в станицях, слободі Михайлівці й на 69 ярмарках; головні її предмети — хліб, худобу, сіно. За відсутністю на місцях великих ринків й за відсутністю підвізних шляхів до віддалених торгових пунктів становище виробників було вкрай незавидним: в Усть-Медведицькому окрузі більше, ніж де-небудь, процвітало «тарханство», тобто влада дрібних скупників, що користувалися з величезною для себе вигодою усіма несприятливими для виробника випадками. Усть-Медведицький округ був бідний шляхами сполучення: тільки одна Грязе-Царицинська залізниця перерізала північну частину округу на 95 верст; пароплавство по Дону припинилося; ґрунтові дороги вкрай невлаштовані. Пристаней на Дону 3, залізничних станцій 4; з них значна — Себрякова (у 1899 році з неї було відправлено 2708 тис. пудів, розвантажено — 3328 тис. пудів). Поштово-телеграфних відділень 5, лише поштових — 6. Медичних дільниць 5, 5 лікарень, аптек 6, лікарів 12, нижчого медичного персоналу 14. Навчальних закладів 65, з них 1 середній, 1 окружний, 1 духовний, професійний 1; інші — станичні і сільські школи. За незначністю коштів, що відпускаються на шкільну справу, остання була поставлена незадовільно. Православних церков 59, монастирів 2, каплиць 3, одновірська церква — 1, каплиця 1, розкольницьких молитовень 11.

## Знамениті люди
- Пилип Миронов (1872-1921) — козак, радянський воєначальник, командир 2-ї кінної армії.
- Маркіян Попов (1902-1969) — генерал армії, Герой Радянського Союзу.
- Олександр Серафимович (1863-1949) — російський радянський письменник.
- У 1902 році відомий композитор Володимир Сокальський був прокурором при Усть-Медведицькому окружному суді[6].